# 斯坦利 (塔斯馬尼亞)
斯坦利（Stanley）是位於澳大利亞塔斯馬尼亞州西北部海岸的一座小鎮。據2011年澳大利亞人口普查，斯坦利有人口481人。斯坦利自1826年10月開始有人居住。